# Kivalina
Kivalina é uma localidade localizada no estado americano de Alasca, no Distrito de Northwest Arctic.

## Demografia
Segundo o censo americano de 2000, a sua população era de 377 habitantes.
Em 2006, foi estimada uma população de 393, um aumento de 16 (4.2%).

## Geografia
De acordo com o United States Census Bureau, a localidade tem uma área de 10,0 km², dos quais 4,8 km² cobertos por terra e 5,2 km² cobertos por água.

## Localidades na vizinhança
O diagrama seguinte representa as localidades num raio de 120 km ao redor de Kivalina.